# Ixia trinervata
Ixia trinervata är en irisväxtart som först beskrevs av John Gilbert Baker, och fick sitt nu gällande namn av Gwendoline Joyce Lewis. Ixia trinervata ingår i släktet Ixia och familjen irisväxter. Inga underarter finns listade i Catalogue of Life.